# Közokirat-hamisítás
A közokirat-hamisítás a közbizalom elleni bűncselekmények körébe tartozó egyik bűncselekmény. Jogi tárgya a közokirat hitelességébe és valódiságába vetett közbizalomhoz fűződő társadalmi érdek.

## A magyar szabályozás

### A hatályos szabályozás
A 2012. évi C. törvény 342. és 343. §§ rendelkezik a közokirat-hamisításról.

„342. § (1) Aki
a) hamis közokiratot készít, vagy közokirat tartalmát meghamisítja,
b) hamis, hamisított vagy más nevére szóló valódi közokiratot felhasznál,
c) közreműködik abban, hogy jog vagy kötelezettség létezésére, megváltozására vagy megszűnésére vonatkozó valótlan adatot, tényt vagy nyilatkozatot foglaljanak közokiratba,
bűntett miatt három évig terjedő szabadságvesztéssel büntetendő.
(2) Aki az (1) bekezdés a) vagy b) pontjában meghatározott közokirat-hamisításra irányuló előkészületet követ el, vétség miatt egy évig terjedő szabadságvesztéssel büntetendő.
(3) Aki az (1) bekezdés c) pontjában meghatározott közokirat-hamisítást gondatlanságból követi el, vétség miatt elzárással büntetendő.
343. § (1) Az a hivatalos személy, aki hivatali hatáskörével visszaélve
a) hamis közokiratot készít,
b) közokirat tartalmát meghamisítja, vagy
c) lényeges tényt hamisan foglal közokiratba,
bűntett miatt egy évtől öt évig terjedő szabadságvesztéssel büntetendő.
(2) E § rendelkezéseit a külföldi állam igazságszolgáltatási vagy bűnüldözési feladatot ellátó hatóságának a törvény alapján Magyarország területén eljáró tagjára is megfelelően kell alkalmazni.”

### A korábbi szabályozás
A korábban hatályos Büntető törvénykönyv 274. és 275. §§§-ai rendelkeztek erről a bűncselekményről.

„274. §
- „(1) Aki
  - a) hamis közokiratot készít vagy közokirat tartalmát meghamisítja,
  - b) hamis vagy hamisított, illetőleg más nevére szóló valódi közokiratot felhasznál,
  - c) közreműködik abban, hogy jog vagy kötelezettség létezésére, megváltozására vagy megszűnésére vonatkozó valótlan adatot, tényt vagy nyilatkozatot foglaljanak közokiratba, 
 bűntettet követ el, és három évig terjedő szabadságvesztéssel büntetendő.

- (2) Aki az (1) bekezdés a) vagy b) pontjában meghatározott közokirat-hamisításra irányuló előkészületet követ el, vétség miatt egy évig terjedő szabadságvesztéssel büntetendő.
- (3) Aki az (1) bekezdés c) pontjában meghatározott közokirat-hamisítást gondatlanságból követi el, vétség miatt pénzbüntetéssel büntetendő.

- 275. §
- (1) Az a hivatalos személy, aki hivatali hatáskörével visszaélve
  - a) hamis közokiratot készít vagy közokirat tartalmát meghamisítja,
  - b) lényeges tényt hamisan foglal közokiratba, 
 bűntettet követ el és öt évig terjedő szabadságvesztéssel büntetendő.

- (2) E § rendelkezéseit a külföldi állam igazságszolgáltatási vagy bűnüldözési feladatot ellátó hatóságának a külön törvény alapján a Magyar Köztársaság területén eljáró tagjára is megfelelően kell alkalmazni.”

## 274. §
E bűncselekményt bárki elkövetheti.

### Elkövetési tárgy
A bűncselekmény elkövetési tárgya a közokirat.

### Elkövetési magatartás
A bűncselekmény elkövetési magatartásai:
- hamis közokirat készítése – Még nem létezett, valódiság látszatát keltő közokiratot hoznak létre. A hamis közokirat készítője nem azonos az abban kiállítóként feltüntetett személlyel, szervvel, így a bűncselekmény akkor is megvalósul, ha a közokirat egyébként valós adatokat, tényeket tartalmaz. Az elkészített közokirat minőségének nincs jelentősége: nem számít például hogy könnyen felismerhető a hamisítás ténye.

- közokirat tartalmának meghamisítása – Már létező, alakilag valódi közokiratot változtat meg az elkövető. Ez lehet új adatok beírása, eredeti adatok törlése, megváltoztatása. A bűncselekmény attól függetlenül megvalósul, hogy valós vagy valótlan adat kerül be a közokiratba a hamisítás eredményeképpen. Téves tartalom valóságnak megfelelő kijavítása tehát bűncselekmény (ilyenkor ugyanis fennáll a jogtárgy sértés: a közokiratokba vetett közbizalom sérül).

- hamis vagy hamisított, más nevére szóló közokirat felhasználása – Aktív magatartás, a közokirat bizonyító erejének az érvényesítése. Ilyen például a felmutatás, átadás, csatolás stb.

- közreműködés abban, hogy valótlan adat kerüljön közokiratba – Ezt a cselekményt a jogtudomány intellektuális közokirat-hamisításnak hívja. Akkor valósul meg, ha az elkövető közreműködik abban, hogy jog vagy kötelezettség létezésére, megváltozására vagy megszűnésére vonatkozó valótlan adatot, tényt vagy nyilatkozatot foglaljanak közokiratba. A közokirat tehát alakilag valódi – az arra jogosult állítja ki – de tartalma hamis, a megtévesztés miatt. A hamis tartalomnak az okirat bizonyító részével kell összefüggésben állnia, így különbséget kell tenni bizonyító közokirat (bennük foglalt tények, adatok tartalmi valóságát igazolják – személyi igazolvány, anyakönyv, iskolai bizonyítvány) és rendelkező közokirat (annak bizonyítására alkalmasak, hogy a hatóság az adott helyen és időben milyen rendelkezést tett, de a bizonyító erő nem terjed ki a határozat belső tartalmára) között. Az intellektuális közokirat-hamisítás csak a bizonyító közokiratokkal kapcsolatban követhető el, melyből a közhitelesség tanúsítása megállapítható. Megvalósul például e bűncselekmény, ha ingatlan adásvételi szerződésben az elkövető jogosulatlanul írja alá az eladó nevét és a hamis magánokirat folytán valótlan adat kerül a földhivatali nyilvántartásba.

### Előkészület
A törvény a felhasználás, készítés, hamisítás előkészületét is büntetni rendeli. (pl.: hamisítási szándékkal üres nyomtatványokat szerez be, technikai eszközt vásárol, hamis bélyegzőt készít stb.)

### Gondatlanság
A készítés, meghamisítás és felhasználást csak szándékosan lehet elkövetni, míg az intellektuális közokirat-hamisítást gondatlanul is el lehet követni.

## 275. §
E bűncselekményt csak hivatalos személy követheti el.

### Elkövetési magatartás
A bűncselekmény elkövetési magatartása:
- hamis közokirat készítése – Hivatalos személy más hivatalos személyt jelöl meg kiállítóként.
- meghamisítása – Már létező közokiratot hivatalos személy megváltoztat.
- Lényeges ténynek hamisan történő közokiratba foglalása – Alakilag valós közokirat jön létre, ám annak tartalma hamis, valótlan. Lényeges tény az olyan tény, adat, melynek jogi relevanciája van.

### Elkövetési mód
Mindhárom elkövetési magatartás esetén feltétel az elkövetési mód – hivatali hatáskörrel való visszaélés – megvalósulása is. Ilyen, amikor a hivatalos személy a speciális helyzetéből fakadó lehetőségeket használja ki (bíró valótlan tartalmú tárgyalási jegyzőkönyvet szignál, rendőr meghamisítja a gyanúsított vallomását stb.)